# Le Sud (film, 1983)
Pour les articles homonymes, voir Le Sud.
Pour plus de détails, voir Fiche technique et Distribution.
Le Sud (titre original : El sur) est un film espagnol réalisé par Víctor Erice et sorti en 1983.

## Synopsis
Espagne, années 1950. Dans une maison, appelée "La Mouette" et située dans un village du Nord, vivent Agustín, médecin et sourcier, son épouse, institutrice révoquée de l'enseignement après la Guerre civile, et leur petite fille, Estrella. Le film décrit la fascination et l'adoration qu'éprouve une enfant pour son père. Celle-ci découvre aussi que son père a aimé une autre femme qu'il a laissée dans son Sud natal. Sa curiosité avivée ne sera guère satisfaite et, en grandissant, les sentiments d'Estrella pour son père ne seront plus tout à fait les mêmes.

## Fiche technique
- Titre du film : Le Sud
- Titre original : El sur
- Réalisation et scénario : Víctor Erice, d'après le récit homonyme d' Adelaida García Morales (es)
- Photographie : José Luis Alcaine
- Format : Couleur, 1,66 : 1
- Musique : Enrique Granados, Maurice Ravel, Franz Schubert, paso doble populaires
- Son : Bernardo Menz
- Montage : Pablo González del Amo
- Décors : Antonio Belizón
- Costumes : Maiki Marín
- Production : Elías Querejeta P.C., Chloë Productions, TVE (Télévision espagnole)
- Pays d'origine :  Espagne/ France
- Langue originale : espagnol
- Durée : 93 minutes
- Sorties : 18 mai 1983 au Festival de Cannes ; 19 mai 1983 à Madrid

## Distribution
- Omero Antonutti : Agustín Arenas, le père
- Sonsoles Aranguren : Estrella enfant
- Icíar Bollaín : Estrella (à quinze ans)
- Lola Cardona : Julia, la mère
- Rafaela Aparicio : Milagros, la nourrice
- María Caro : Casilda
- Francisco Merino : Enamorado
- Aurore Clément : Laura/Irene Ríos
- Germaine Montero : Doña Rosario

## Commentaire
La critique juge El sur (Le Sud) de Víctor Erice comme un poème inachevé. Inspiré par le récit d'Adelaïda García Morales, le film aurait dû comporter deux parties, mais le producteur Elías Querejeta, effrayé par le coût du projet initial, demanda alors au réalisateur d'abréger le tournage et de monter simplement ce qu'il avait filmé à ce moment-là. C'est pourquoi, nous ne verrons jamais ce Sud dont il est question dans le film. Mais, le fait de ne point pouvoir suivre la quête d'Estrella, la jeune héroïne, vers ce Sud mythique, n'ajoute-t-il pas une dimension mystérieuse au film ?
Selon María Adell Carmona, El sur constitue cependant « le plus émouvant et le plus accessible des films d'Erice, une pièce d'orfèvrerie qui va droit au cœur et à l'intellect. » Comme dans L'Esprit de la ruche, dix ans plus tôt, Víctor Erice marque sa prédilection pour le monde de l'enfance. Dans les deux films, « le père est tantôt un somnambule, tantôt une sorte de passager clandestin, qui vit arraché au présent dans la pénombre et le chuchotement, mais l'enfant s'ouvre sur le monde pour tisser sa toile de la connaissance. » Estrella (Icíar Bollaín) est « cette enfant qui idolâtrait un père (Omero Antonutti) auquel elle attribuait des pouvoirs magiques (et) qui se transforme en une adolescente qui a compris que les magiciens et les héros n'existent pas. »
En outre, à travers la « figure fantasmagorique d'un homme toujours en transit », le film s'édifie autour d'un contraste poétiquement exprimé entre lumière et obscurité, entre le Sud (associé, en Espagne, à l'Andalousie, terre de chaleur, de sensualité, de profusion et d'extraversion) et le Nord (la Castille, en l'occurrence, terre de froid, de rigueur, d'austérité et d'introversion), entre amour passionnel et famille, entre la vie et la mort. Fidèle à un « style d'écriture classique, le réalisateur innove constamment dans ses jeux de composition, ses cadrages et ses longues séquences à ouverture et fermeture au noir. »
Il faut souligner, ici, le caractère « fortement pictural du film. Les influences de Vermeer ou du Caravage y sont sensibles. » « La magnifique photographie de José Luis Alcaine transforme la lumière en un élément physique, palpable, qui joue un rôle fondamental dans les nombreuses transitions et ellipses du film », note María Adell Carmona.